# Ustroń (województwo kujawsko-pomorskie)
Ustroń – osada w województwie kujawsko-pomorskim, w powiecie żnińskim, w gminie Rogowo. Miejscowość wchodzi w skład sołectwa Grochowiska Szlacheckie.
W latach 1975–1998 miejscowość administracyjnie należała do województwa bydgoskiego.